# Consejo Supremo de las Fuerzas Armadas (Argentina)
El Consejo Supremo de las Fuerzas Armadas (COSUFA) de la Argentina fue un tribunal militar de última instancia que existió entre 1951 y 2009. Creado por la Ley 14 029 que aprobó el Código de Justicia Militar en 1951, el COSUFA tuvo intervenciones de gran importancia política en ocasión de los golpes de Estado cívico-militares o intentos golpistas, de 1951, 1955, 1963 y 1976, este último con su consecuente dictadura enjuiciada en el llamado Juicio a las Juntas de 1985.

## Historia
Entre las nuevas instituciones creadas por la reforma constitucional argentina de 1949 se encontraba la orden de sancionar un Código de Justicia Militar y de crear la jurisdicción militar, para enjuiciar a los militares y también a los civiles que hubieran cometido delitos tipificados en el Código de Justicia Militar. El artículo 29 de la llamada Constitución de 1949 establecía que:  

Artículo 29. (…) Los militares y las personas que les están asimiladas estarán sometidos a la jurisdicción militar en los casos que establezca la ley. El mismo fuero será aplicable a las personas que incurran en delitos penados por el Código de Justicia Militar y sometidos por la propia ley a los tribunales castrenses. (…)

Para hacer efectiva esa norma de la Constitución, el Congreso sancionó en 1951 la Ley 14 029 aprobando el Código de Justicia Militar en 1951, donde se contempla la creación del Consejo Supremo de las Fuerzas Armadas (COSUFA).